# Терновский сахарный завод
Терновский сахарный завод — предприятие пищевой промышленности в посёлке городского типа Терны Недригайловского района Сумской области, прекратившее существование.

## История
В 1839 году С. А. Щербатов построил сахарный завод в слободе Терны Лебединского уезда Харьковской губернии Российской империи (возле которой находилось его имение).
В 1856 - 1859 гг. завод был реконструирован, после чего производство сахара-песка было увеличено до 10 тыс. пудов за сезон.
Во время первой русской революции 1905 года рабочие сахарного завода начали забастовку с требованиями 8-часового рабочего дня и повышения зарплаты.
В 1913 году завод был снова реконструирован и стал крупным предприятием с 435 работниками, однако условия работы были тяжелыми - продолжительность рабочего дня составляла 12 часов, выходных дней не имелось, а оплата составляла 5,5 рублей в месяц. После начала первой мировой войны летом 1914 года положение предприятия осложнилось в связи с мобилизацией в действующую армию части работников и сокращением посевов сахарной свеклы.
В августе 1917 года в Тернах была создана организация РСДРП(б), начавшая агитацию среди рабочих сахарного завода, в результате которой на предприятии был установлен 8-часовой рабочий день, а в конце 1917 года в селе провозгласили Советскую власть.
В середине апреля 1918 года село оккупировали австро-немецкие войска (которые оставались здесь до ноября 1918 года), в дальнейшем до начала декабря 1919 года оно оставалось в зоне боевых действий гражданской войны.
В начале 1920х годов началось восстановление сахарного завода, для обеспечения которого сахарной свеклой были созданы три отдела совхоза. В 1925 году завод был вновь введён в эксплуатацию и переработал 283,5 тыс. центнеров сахарной свеклы.
В ходе индустриализации в 1933 году завод был реконструирован. Рабочие завода принимали участие в стахановском движении.
В ходе Великой Отечественной войны в начале октября 1941 года Терны оказались в прифронтовой зоне, а с 9 октября 1941 до 6 сентября 1943 года были оккупированы немецкими войсками, во время оккупации гитлеровцы полностью разрушили предприятие.
В соответствии с четвёртым пятилетним планом восстановления и развития народного хозяйства СССР сахарный завод и обеспечивавший его свеклой местный совхоз были восстановлены, при этом завод был реконструирован. В 1949 году предприятие возобновило производство сахара.
В дальнейшем, сахарный завод был ещё раз реконструирован, автоматизирован и преобразован в Терновский сахарный комбинат (в состав комбината помимо сахарного завода вошёл Терновский свеклосовхоз).
В 1967 году за трудовые достижения и успехи в социалистическом соревновании в честь 50-летия Советской власти сахарный комбинат был награждён памятным Красным знаменем Сумского областного комитета КПУ, Сумского облисполкома и Сумского областного совета профсоюзов.
В целом, в советское время сахарный комбинат входил в число ведущих предприятий посёлка.

### После 1991
После провозглашения независимости Украины комбинат перешёл в ведение государственного комитета пищевой промышленности Украины.
В июле 1995 года Кабинет министров Украины утвердил решение о приватизации сахарного комбината и обеспечивающего его сырьём Терновского свеклосовхоза. После этого государственное предприятие было преобразовано в открытое акционерное общество.
В июне 1999 года Кабинет министров Украины передал обеспечивавший завод сырьем свеклосовхоз в коммунальную собственность Сумской области.
К концу 2006 года Терновский сахарный завод был разобран на металлолом.

Завод после закрытия